# Osady batialne
Osady batialne (hemipelagiczne)  – osady  tworzące się w strefie batialnej, czyli między dolną granicą szelfu a strefą abysalną (4000 m głębokości). Mają często ciemne barwy: szare, brunatne lub czarne, gdyż tworzyły się w środowisku redukcyjnym. 
Większość stoków kontynentalnych charakteryzuje się kątem nachylenia pomiędzy 3 a 6 stopni. Materiał klastyczny jest przenoszony w dół stoku poprzez podwodne osuwiska i spływy grawitacyjne: spływy rumoszu oraz prądy turbidytowe. Materiał jest następnie deponowany na dnie oceanicznym tworząc stożki i dalej transportowany wzdłuż podstawy stoku przez prądy konturytowe tworząc konturyty. Charakterystyczne skamieniałości śladowe dla skłonu kontynentalnego to Zoophycos i Lorenzinia, a dla dna oceanicznego: Paleodictyon, Taphrhelminthopsis, Helminthoida, Spirorhaphe i Cosmorhaphe.